# Bomba al neutrone
La bomba al neutrone (detta anche bomba N) è un'arma nucleare che affida il suo potenziale distruttivo non ad effetti termici o meccanici (rilevanti in ogni caso), come fanno la bomba atomica o la bomba all'idrogeno, bensì a un intenso flusso di neutroni.

## Storia
La creazione della bomba al neutrone è in genere attribuita a Samuel Cohen del Lawrence Livermore National Laboratory, che sviluppò il concetto nel 1958. Anche se inizialmente il presidente John Fitzgerald Kennedy si oppose, i primi test di quest'arma furono autorizzati ed eseguiti nel 1962 in un poligono del Nevada. Il suo sviluppo fu in seguito bloccato dal presidente Jimmy Carter nel 1978, ma nuovi fondi furono stanziati dal presidente Ronald Reagan nel 1981.
Si pensa che gran parte dell'arsenale nucleare degli USA sia stato smantellato dall'amministrazione del presidente George H. W. Bush. Anche la Francia produsse armi a "radiazione aumentata" nei primi anni ottanta, ma si ritiene che abbia poi distrutto queste sue bombe.
Il "Cox Report" del 1999 indica che la Cina è in grado di produrre la bomba al neutrone, ma in realtà si ignora se qualche Paese le abbia nel proprio arsenale.

## Caratteristiche tecniche

### Introduzione
Nella bomba al neutrone, l'emissione del fascio di particelle è innescata dall'esplosione di un ordigno termonucleare di potenza relativamente limitata, che impiega la maggior parte dell'energia liberata per emettere neutroni; questi, essendo privi di carica elettrica, riescono ad attraversare la materia con grande facilità, non causando danni a quella inanimata (ad eccezione dei vulnerabili circuiti integrati dei processori), ma causando mutazioni e rotture del
DNA, potenzialmente o invariabilmente letali per la vita organica.
Nella versione americana della bomba al neutrone, dopo l'esplosione ad altezze inferiori ai 2 km, gli effetti termici e meccanici dell'ordigno si sviluppano fino a un raggio di 0,6 km, mentre le radiazioni hanno effetto immediato entro un raggio di 1,3 km. I neutroni veloci generati dalla bomba interagiscono poco con l'atmosfera ma, per esempio, quando colpiscono le strutture d'acciaio della torretta di un carro armato interagiscono con i nuclei atomici del ferro della corazza (per l'alta densità di nuclei di ferro presenti, che contengono anche molti neutroni e protoni) e così generano raggi gamma letali per gli esseri umani all'interno.
Al livello del terreno non si produce alcuna nube incandescente di fuoco, né devastanti ondate di vento, e non esiste alcun fallout radioattivo, perché soltanto gli strati profondi del suolo assorbono i neutroni, restituendo subito l'energia ricevuta dai neutroni sotto forma di raggi gamma. Questi strati non sono sollevati e quindi non si producono nuvole di polvere radioattiva.
Queste caratteristiche fanno della bomba N un'arma ad impiego tattico, adatta soprattutto a colpire esseri viventi dentro strutture metalliche e/o interrate. È efficace, ad esempio, per arrestare un'avanzata massiccia di mezzi terrestri (carri armati) o per colpire persone asserragliate in ricoveri sotterranei o in massicci edifici cittadini in cemento armato.
Bisogna tenere presente che fenomeni di emissione di neutroni avvengono anche nelle deflagrazioni di ordigni nucleari e termonucleari: la loro portata distruttiva è però assai esigua, ed è superata abbondantemente dagli effetti termici e dall'onda d'urto.

### Dettagli costruttivi
Le bombe al neutrone, note in inglese come enhanced radiation bombs (armi ER), sono armi termonucleari relativamente piccole nelle quali il lampo di neutroni liberi generato dalla reazione di fusione nucleare viene lasciato libero di fuggire dalla struttura della bomba (in quei pochi microsecondi in cui l'involucro della bomba ancora esiste). I riflettori interni di raggi X ed il contenitore della bomba sono fatti in cromo o nichel, in modo che ai neutroni sia consentito "sfuggire". Esattamente l'opposto avviene nella bomba al cobalto, nota anche come "bomba ai sali", oppure "ordigno fine del mondo".
Questo intenso lampo di neutroni ad alta energia è il principale meccanismo distruttivo in questa bomba. Il termine "radiazione aumentata" (enhanced radiation) si riferisce soltanto al lampo iniziale di radiazione ionizzante emesso al momento della detonazione, non a un qualche incremento dei residui radioattivi né al fallout nucleare.
Una bomba al neutrone richiede una quantità considerevole di trizio, che ha una emivita di 12,3 anni, cosa che rende impossibile immagazzinare in efficienza l'arma per periodi più lunghi. Le bombe al neutrone che esistevano nell'arsenale degli USA in passato erano varianti delle bombe nucleari W70 e W79.
Una tecnologia alternativa è quella di incrementare la potenza dell'emissione di raggi X della bomba. Fino alla detonazione viene permesso ad un grande campo di elettroni di riuscire a colpire un bersaglio in tungsteno, sagomato come una piastra metallica che viene "sparata" e compressa da esplosivi contro il nucleo in uranio o plutonio. Si pensa che tra queste armi a "radiazione aumentata" sia compreso anche un dispositivo ad emissione di "pure radiazioni di neutroni" (come l'ipotetica bomba sovietica al mercurio rosso), in grado di causare danni soltanto ai circuiti elettronici oppure l'uccisione di esseri viventi per irraggiamento.

## Tattiche d'impiego delle bombe al neutrone
L'idea che la bomba al neutrone uccida le persone lasciando intatti gli edifici è inesatta. Nel raggio di 690 m, infatti, lo scoppio di una bomba al neutrone da 1 chilotone causerebbe gravi danni alle strutture civili. La bomba al neutrone è però una bomba "pulita", che non rilascia praticamente radiazioni persistenti, e quindi non provoca ricaduta radioattiva. È una bomba che colpisce il DNA di ogni essere vivente, liberando una grandissima quantità di neutroni.
Le bombe al neutrone potrebbero essere utilizzate come armi anti-missile ICBM strategico, oppure come armi tattiche contro colonne di veicoli corazzati e blindati.
Come arma anti-missile, le bombe ER furono sviluppate per proteggere i silos missilistici degli Stati Uniti, dai missili nucleari dell'Unione Sovietica (dalla potenza di 1-2 megatoni, e capaci di distruggere a 1 km di distanza un silos corazzato sotterraneo in cemento armato con anima in acciaio), danneggiandone le componenti elettroniche di guida e di detonazione, senza farne scoppiare la testata. Questo grazie ad un'alta fluenza neutronica (bombe al neutrone montate in missili-antimissile iper-veloci come lo Sprint ABM).
Le bombe al neutrone tattiche sono principalmente intese come armi destinate ad uccidere soldati protetti nei loro mezzi corazzati. I veicoli corazzati del tipo AFV sono estremamente resistenti al calore ed all'esplosione causati dalla detonazione di armi nucleari al suolo, questo determina che il raggio efficace di un'arma nucleare contro dei carri armati sia determinato dal raggio entro il quale la radiazione ionizzante è letale (ma la radiazione gamma ricevuta dall'equipaggio viene ridotta del 50% per ogni centimetro di spessore di piombo). Emettendo enormi quantità di radiazione immediatamente letale, e del tipo più penetrante, le testate ER massimizzano il raggio letale di ogni determinato tipo di testata nucleare che possa colpire bersagli corazzati.
Un problema con l'utilizzo delle radiazioni ionizzanti come arma tattica (anti-personnel weapon) è che per incapacitare rapidamente il suo obiettivo, la dose di radiazioni somministrata deve essere di molte volte il livello che si considera invariabilmente letale nell'arco di poche settimane. Una dose di radiazioni pari a 6 Gy viene normalmente considerata letale. Ucciderà almeno la metà di coloro che vi siano esposti, ma non produrrà alcun effetto prima di alcune ore, né impedirà loro di combattere nel frattempo. Le bombe al neutrone venivano proposte per irradiare gli equipaggi dei tank con una dose di circa 80 Gy, in modo da produrre un'immediata e permanente incapacità. Una testata ER da 1 chilotone può produrre questo livello di Gy, dentro un carro armato T-72 alla distanza di 690 m, in confronto ai 360 m di una bomba a fissione nucleare "pura". Per causare una dose di 6 Gy, le distanze dallo scoppio sono rispettivamente 1100 m e 700 m, e per i soldati non protetti dentro a dei carri armati le esposizioni pari a 6 Gy avvengono a 1350 m e 900 m. Il raggio letale causato dalla sola radiazione, prodotto da armi tattiche al neutrone, eccede il raggio letale dello scoppio e del calore anche per le truppe non protette.
Il flusso di neutroni può indurre quantità significative di radioattività secondaria di breve durata nell'ambiente, nella regione ad alto flusso vicina al punto di scoppio. Le leghe utilizzate nelle corazzature in acciaio possono produrre radioattività che resta pericolosa per 24-48 ore. Se un carro armato esposto a una bomba al neutrone da 1 chilotone a 690 m (il raggio di efficacia per l'immediata messa fuori combattimento dell'equipaggio) viene immediatamente occupato da un nuovo equipaggio, questo riceverà una dose letale di radiazioni nel giro di 24 ore.
Un importante svantaggio dell'arma è che non tutte le truppe prese di mira moriranno o verranno messe fuori combattimento immediatamente. Dopo un breve attacco di nausea, molti dei colpiti con 5-50 Sv di radiazione sperimenteranno un temporaneo recupero che può durare da giorni a settimane. È stato suggerito che queste truppe, sapendo di dover comunque morire presto, potrebbero combattere fanaticamente, senza l'usuale riguardo per la propria integrità.
Alcune autorità dicono che a causa della rapida attenuazione dell'energia dei neutroni da parte dell'atmosfera (esse sostengono che si riduca di un fattore 10 ogni 500 metri a causa dell'assorbimento da parte dell'ambiente, oltre agli effetti della dispersione tridimensionale) le armi a neutroni sono efficaci solo su breve distanza, e quindi sono pratiche solo con rese relativamente basse. Queste testate ER si dice siano progettate per minimizzare la quantità di energia da fissione e gli effetti dello scoppio prodotto, rispetto alla resa dei neutroni. La ragione principale sarebbe quella di poterle impiegare vicino a forze amiche.
Esiste anche un'altra visione della bomba al neutrone e del suo impiego tattico. Il suo inventore, Samuel Cohen, scrisse un libro nel quale dichiarava che il raggio d'azione effettivo di una bomba al neutrone (quasi pura) superava i 10 km di altitudine. Cohen dichiarò esplicitamente che armi a "radiazioni potenziate" dispiegate in Germania durante la guerra fredda erano un compromesso politico, progettate per avere uno scoppio considerevole (sotto forma di luce, incandescenza, e sovrapressione d'aria), con effetti delle radiazioni deliberatamente ridotti per eliminare qualsiasi possibilità di lasciare strutture intatte. Egli prevedeva anche un rilascio di radiazioni pari a 1 kGy "a terra" da una bomba al neutrone pura esplosa a 10 km di altezza.
Lo spettro di assorbimento dei neutroni da parte dell'aria è dibattuto, e può dipendere in parte dall'assorbimento da parte dell'idrogeno del vapore acqueo. Potrebbe quindi variare esponenzialmente con l'umidità, rendendo le bombe al neutrone da alta quota più letali nei climi desertici che in quelli umidi. Questo effetto varia anche con l'altitudine.
Secondo Cohen, una tattica possibile di utilizzo della "vera" bomba al neutrone è quindi quella di lanciarla come arma difensiva contro attacchi corazzati. I civili si riparano in rifugi antiatomici (con rivestimento in piombo e situati molti metri sotto terra) e la bomba viene fatta esplodere 10 km sopra l'attacco corazzato. Si dice che la corazzatura non sia in grado di schermare gli equipaggi di carri armati ed aerei. In un tale evento, alberi e piante di una città verrebbero uccisi dalle radiazioni, ma gli edifici rimarrebbero intatti per il riutilizzo da parte dei civili (che comunque dovrebbero aspettare diversi giorni perché decadano certi isotopi a vita breve). Tali bombe al neutrone sarebbero potenti armi anti-nave, capaci di uccidere i marinai di un'intera squadra navale. Un importante sostenitore della ricerca di Cohen fu la U.S. Navy.

## La bomba al neutrone nella cultura di massa

### Arte e letteratura
- Nel romanzo Messia di Dune, pubblicato nel 1969, viene usata per un tentativo di omicidio un'arma atomica con produzione controllata di radiazioni chiamata stone burner. Questo romanzo di fantascienza era ambientato più di 22.000 anni nel futuro.
- Nel libro di Kurt Vonnegut Deadeye Dick, del 1982, La cittadina di Midland City, Ohio, si spopola a causa dell'esplosione di una bomba di neutroni sull'autostrada. Tutte le strutture rimangono intatte, i cittadini sono seppelliti sotto un parcheggio e l'area viene recintata. Grazie al mancato danneggiamento delle proprietà, si discute l'idea di riutilizzare la città recintata come campo per profughi Haitiani.
- Nel romanzo di Richard Ryan Funnelweb, del 1997, il governo australiano concorda con il governo statunitense la detonazione di una bomba al neutrone sulla città di Sydney, per liberarla da un'infestazione di ragni mutanti giganti; ma l'esplosione non ha effetto sui ragni che si trovano nel sottosuolo, consentendo a queste specie più recenti e più forti di prendere il sopravvento.
- Nel fumetto argentino Gilgamesh, scritto negli anni ottanta, tutta la vita organica sulla terra, escludendo dei semplici batteri, viene completamente cancellata dall'esplosione di una "super-bomba al neutrone".
- Nel 1979 l'artista Chris Burden creò un'installazione artistica dal nome La ragione per la bomba al neutrone, composta da 50.000 monetine su ciascuna delle quali era incollato un fiammifero, disposte in fitte strisce sul pavimento della galleria. Si può dire che rappresentasse i 50.000 carri armati in dotazione a quei tempi all'Unione Sovietica.
- Un popolare libro sullo sviluppo del punk rock degli anni settanta in California è intitolato Abbiamo la bomba al neutrone: la storia mai raccontata del punk di Los Angeles. Si tratta dello stesso titolo di una canzone di un gruppo punk rock, i Weirdos.

### Film e televisione
- Nel film del 1990 58 minuti per morire - Die Harder in un'accesa conversazione il personaggio principale John McClane dice testualmente: "...e la prima lezione è stata l'uccisione di poliziotti? Quale sarà la seconda? una bomba al neutrone?" Questo, poco prima che un gruppo di terroristi faccia schiantare al suolo un Boeing con oltre 200 passeggeri a bordo.
- Il personaggio J. Frank Parnell, del film del 1984 Repo Man cita la bomba al neutrone per giustificare lobotomie volontarie: "Un mio amico ne subì una. Progettista della bomba al neutrone. Mai sentito parlare della bomba al neutrone? Distrugge la gente – lasciando in piedi gli edifici. Sta in una valigia. È così piccola che nessuno sa che è lì, fino a quando – BOOM. Gli occhi fondono, la pelle esplode, tutti morti. È così immorale, lavorarci sopra, che ti può far diventare matto. Questo è quello che accadde a un mio amico. Così subì una lobotomia. Adesso sta di nuovo bene." La versione in DVD contiene un filmato in cui Alex Cox intervista il fisico nucleare Samuel Cohen, inventore della testata W70, e poi guardano insieme Repo Man. Cohen descrive il film come uno dei suoi preferiti.
- Nel film del 1987 RoboCop, un servizio televisivo annuncia che la Francia ha realizzato una bomba a neutroni da 3 megatoni e che il partito della razza bianca nella città "sotto assedio" di Pretoria è pronto ad utilizzarla come ultima difesa.
- Nel film Resident Evil: Apocalypse, la Umbrella usa un missile a neutroni per disinfestare Raccoon City. Nella sequenza, l'esplosione infrange i vetri del municipio e si espande con una luce bianca accecante.
- Nel film del 2004 Banlieue 13, una bomba a neutroni dovrebbe disinfestare B13 dalla "feccia" che vi vive.
- Nel film del 2012 Il cavaliere oscuro - Il ritorno il reattore progettato dalla Wayne Enterprises allo scopo di sfruttare l'energia di fusione, viene convertito dal fisico russo Leonid Pavel, tenuto in ostaggio dal mercenario Bane e dai suoi uomini, in una bomba a neutroni.
- Nella puntata I Dalek della serie Doctor Who (1963-64), le bombe al neutrone venivano ampiamente usate nella guerra fra i Dalek e i Thal, molte centinaia d'anni prima della storia.
- Nell'episodio La paura fa novanta VIII de I Simpson, la Francia usa una bomba a neutroni da 6 megatoni per spazzare via la popolazione di Springfield, mentre gli edifici rimangono perfettamente in piedi e funzionali. Si salvano solo Homer e la sua famiglia: il primo perché casualmente all'interno di un rifugio antinucleare, gli altri perché protetti dalle radiazioni dalla tinteggiatura in rosa della loro casa. Alcuni cittadini, tra cui Winchester, Flanders, Boe e il Dr. Hibbert, subiscono delle mutazioni che li fanno sembrare i personaggi di Occhi bianchi sul pianeta Terra.
- Nell'episodio Conto alla rovescia della serie Blake's 7 viene usata dalla Federazione un'arma dagli effetti molto simili a quelli della bomba al neutrone, per rafforzare il proprio potere su un pianeta ribelle.
- In un episodio della seconda stagione della serie TV Alias, una delle creazioni di Milo Rambaldi è una bomba a neutroni riutilizzabile dalle dimensioni di una valigia.
- Graham Chapman dei Monty Python interpretava un personaggio conosciuto come "Mr. Neutron". Come raccontava la voce fuori campo, quando Mr. Neutron era in città si era sempre sotto minaccia nucleare: "Mister Neutron! L'uomo il cui potere incredibile ha reso il più temuto di tutti i tempi... aspetta il suo momento per distruggere completamente questo mondo!" Prima messa in onda: 28 novembre 1974, stagione 4, episodio 5.
- Le bombe al neutrone sono nominate in vari episodi della serie televisiva di fantascienza Andromeda, di Gene Roddenberry. Per esempio, una principessa Nietzchiana progetta di sterminare una capitale usando una piccola bomba a neutroni tascabile.
- Nella serie fantascientifica Deathlands, i personaggi incontrano spesso resti di città rimaste più o meno intatte, e la sopravvivenza delle quali viene attribuita all'utilizzo di bombe al neutrone che hanno ucciso la popolazione risparmiando gli edifici.
- Nella serie post-apocalittica I guerrieri del giorno del giudizio (Doomsday Warrior), il KGB usa principalmente bombe a neutroni per distruggere gli avamposti americani che scopre.
- Lavorando in un bunker antiatomico 200 metri sotto il livello del suolo, Olga e Parker, della serie TV Seven Days, sono risparmiati dagli effetti dell'esplosione di una bomba al neutrone potenziata che vaporizza tutta la vita sul pianeta.
- Nel primo episodio della serie classica di Star Trek, intitolato Oltre la galassia, il capitano James T. Kirk ordina di far bombardare il pianeta Delta Vega con radiazioni neutroniche se non dovesse tornare nei tempi prestabiliti.
- Nel film Fast X Dom e la sua squadra si ritrovano a dover scongiurare l'esplosione di una bomba al neutrone a Roma. Dopo un lungo inseguimento per le strade della città, la bomba viene fatta esplodere nel fiume Tevere per limitarne gli effetti (che risultano comunque molto gravi per una porzione della città).

### Musica
- La canzone Neutron di Donovan è interamente "dedicata" all'ordigno nucleare, con un testo che recita "Neutron, you're a real estate bomb, the property stays but the people are gone".
- La canzone Wishlist dei Pearl Jam comincia con la strofa "I wish I was a neutron bomb, for once I could go off".
- La canzone dei R.E.M. The Wake-Up Bomb presenta le liriche "I had to write the great American novel, I had a neutron bomb / I had to teach the world to sing by the age of 21".
- Il suddetto ordigno è citato anche nella canzone Atomico Pathos, contenuta nell'album del 1981 Artide Antartide di Renato Zero.
- La banda di rock anarchico the Zounds si riferisce al potere distruttivo della bomba al neutrone nella loro canzone Target/Mr. Disney/War durante il segmento chiamato Mr. Disney. "Oh Mr. Disney, where have you gone? Mickey's being threatened by a neutron bomb".
- La canzone The Neutron Bomber degli W.A.S.P., contenuta nell'album The Headless Children del 1989, cita testualmente tale ordigno; il riferimento ad esso è asplicito per descrivere un tale Ronnie che è il soggetto del testo musicale.
- La canzone dei Dead Kennedys Kill the Poor, contenuta nel CD Fresh Fruit for Rotting Vegetables, cita la bomba al neutrone.

### Varie
- Jack Welch, che fu in passato Amministratore delegato della General Electric, era soprannominato Neutron Jack per il suo stile dirigenziale che, con licenziamenti, eliminava dall'azienda gli impiegati lasciando intatte le strutture.
- Durante una lezione nel 1977 presso la Boulder University, fu richiesta a Hunter S. Thompson un'opinione sulla bomba a neutroni. Egli rispose definendola una rappresentazione ideale del capitalismo dell'epoca — una bomba che distrugge i tessuti ma non le proprietà.
- Un fumetto dell'umorista satirico italiano Angese, dei primi anni ottanta, narra l'attacco di una città con una bomba al neutrone, cui sopravvive solo il politico italiano Pietro Longo, noto per il suo caratteristico aspetto, il quale si interroga se possa essere "una cosa".